# Сельское поселение Замошинское
Сельское поселение Замошинское — упразднённое 8 февраля 2018 года муниципальное образование в бывшем Можайском муниципальном районе Московской области.

## Общие сведения
Образовано в соответствии с Законом Московской области от 30.03.2005 года № 95/2005-ОЗ «О статусе и границах Можайского муниципального района и вновь образованных в его составе муниципальных образований» в ходе муниципальной реформы.
Административный центр — деревня Мокрое.
Глава сельского поселения — Клевитов Валерий Викторович. Председатель Совета депутатов — Кащеева Наталья Николаевна. Адрес администрации: 143272, Московская область, Можайский район, д. Мокрое, ул. Пионерская, дом 28.

## Население
| 2006  | 2007  | 2008  | 2009  | 2010  | 2011  |
| ----- | ----- | ----- | ----- | ----- | ----- |
| 2661  | ↘2377 | ↗2394 | ↗2408 | ↗3007 | ↘2990 |
| 2012  | 2013  | 2014  | 2015  | 2016  | 2017  |
| →2990 | ↗2992 | ↗3014 | ↘2979 | ↘2941 | ↗2945 |
| 2018  |       |       |       |       |       |
| ↘2901 |       |       |       |       |       |

## География
Площадь территории сельского поселения составляет 48 912 га (489,12 км²).
Расположено на юго-западе Можайского района. Граничит с Дровнинским, Борисовским и Юрловским сельскими поселениями, городским поселением Уваровка; Медынским и Износковским районами Калужской области; Тёмкинским и Гагаринским районами Смоленской области.

## Состав сельского поселения
В состав сельского поселения входят 29 населённых пунктов упразднённых административно-территориальных единиц — Замошинского, Колоцкого и Семёновского сельских округов Можайского района Московской области:
| Вид     | Наименование     | Население, чел. | Бывшая административная единица |
| ------- | ---------------- | --------------- | ------------------------------- |
| деревня | Александровка    | 12              | Замошинский сельский округ      |
| деревня | Бедняково        | 3               | Замошинский сельский округ      |
| деревня | Бурцево          | 13              | Замошинский сельский округ      |
| деревня | Вишенки          | 6               | Замошинский сельский округ      |
| деревня | Высокое          | 5               | Замошинский сельский округ      |
| деревня | Вышнее           | 7               | Замошинский сельский округ      |
| деревня | Горбуны          | 6               | Семёновский сельский округ      |
| деревня | Горки            | 1               | Замошинский сельский округ      |
| деревня | Захаровка        | 1               | Замошинский сельский округ      |
| деревня | Ильинское        | 0               | Замошинский сельский округ      |
| деревня | Киселёво         | 26              | Замошинский сельский округ      |
| деревня | Кусково          | 89              | Семёновский сельский округ      |
| деревня | Липовка          | 4               | Замошинский сельский округ      |
| деревня | Лобково          | 0               | Семёновский сельский округ      |
| деревня | Люльки           | 9               | Семёновский сельский округ      |
| посёлок | Мира             | 6               | Семёновский сельский округ      |
| деревня | Мокрое           | 1088            | Замошинский сельский округ      |
| деревня | Некрасово        | 71              | Замошинский сельский округ      |
| деревня | Нововасильевское | 18              | Замошинский сельский округ      |
| деревня | Панино           | 10              | Замошинский сельский округ      |
| деревня | Рябинки          | 0               | Замошинский сельский округ      |
| село    | Семёновское      | 923             | Семёновский сельский округ      |
| деревня | Слащёво          | 175             | Семёновский сельский округ      |
| деревня | Соловьёвка       | 4               | Колоцкий сельский округ         |
| деревня | Хващёвка         | 51              | Колоцкий сельский округ         |
| деревня | Храброво         | 90              | Замошинский сельский округ      |
| деревня | Цветки           | 11              | Семёновский сельский округ      |
| посёлок | Цуканово         | 31              | Колоцкий сельский округ         |
| деревня | Шапкино          | 1               | Колоцкий сельский округ         |